# 東野秀樹
東野 秀樹（ひがしの ひでき、1971年11月25日 - ）は、日本の政治家。自由民主党所属の参議院議員（1期）。

## 来歴
1971年、北海道上川郡風連町（現名寄市）に生まれ、北海道名寄高等学校を経て、拓殖大学北海道短期大学農業経済科卒業。
2003年に風連町農協青年部長、2009年にJA道北なよろ理事、2015年にJA道北なよろ代表理事専務、2017年にJA道北なよろ組合長、2021年に北海道厚生農業協同組合連合会理事、2023年にJA道北なよろ会長理事、ホクレン農業協同組合連合会代表監事、2024年に全国農業者農政運動組織連盟顧問などを歴任。2011年度には北海道指導農業士にも認定されている。
2024年3月に全国農業者農政運動組織連盟の予備選挙の結果、第27回参議院議員通常選挙において自由民主党から比例区で組織内候補として立候補することが決定した。2025年7月20日の投開票の結果、187,946票を獲得して党内6位で当選。

## 人物
- 稲作農家として入植5代目であり[5]、2025年現在、両親、妻、息子夫婦、孫3人の9人家族である[2][3]。
- 農家として、もち米、小麦、アスパラガス、寒締めほうれん草、スイートコーン、切り花としてサンダーソニア、薬用作物としてかのこ草などを栽培している[2][3][6]。
- 座右の銘は「置かれた場所で咲く」[2][3]。

## 選挙歴
| 当落 | 選挙                     | 執行日         | 年齢 | 選挙区       | 政党       | 得票数     | 得票率 | 定数 | 得票順位 /候補者数 | 政党内比例順位 /政党当選者数 |
| ---- | ------------------------ | -------------- | ---- | ------------ | ---------- | ---------- | ------ | ---- | ------------------ | ---------------------------- |
| 当   | 第27回参議院議員通常選挙 | 2025年07月20日 | 53   | 参議院比例区 | 自由民主党 | 18万7946票 | ーー   | 50   | 6/31               | 6/12                         |